# Boeing 747-8
Boeing 747-8i là mẫu mới nhất và cũng là mẫu cuối cùng  của dòng máy bay Boeing 747, được công bố vào ngày 14 tháng 11 năm 2005, nhằm cạnh tranh với mẫu Airbus A380.
Chính thức được công bố vào năm 2005, 747-8 là phiên bản Boeing 747 thế hệ thứ năm,với thân máy bay kéo dài,đôi cánh được thiết kế lại để cải thiện tính hiệu quả.Phiên bản 747-8i là phiên bản 747 lớn nhất,là máy bay thương mại lớn nhất được sản xuất tại Hoa Kỳ,và là máy bay vận tải hành khách dài nhất thế giới hiện nay.

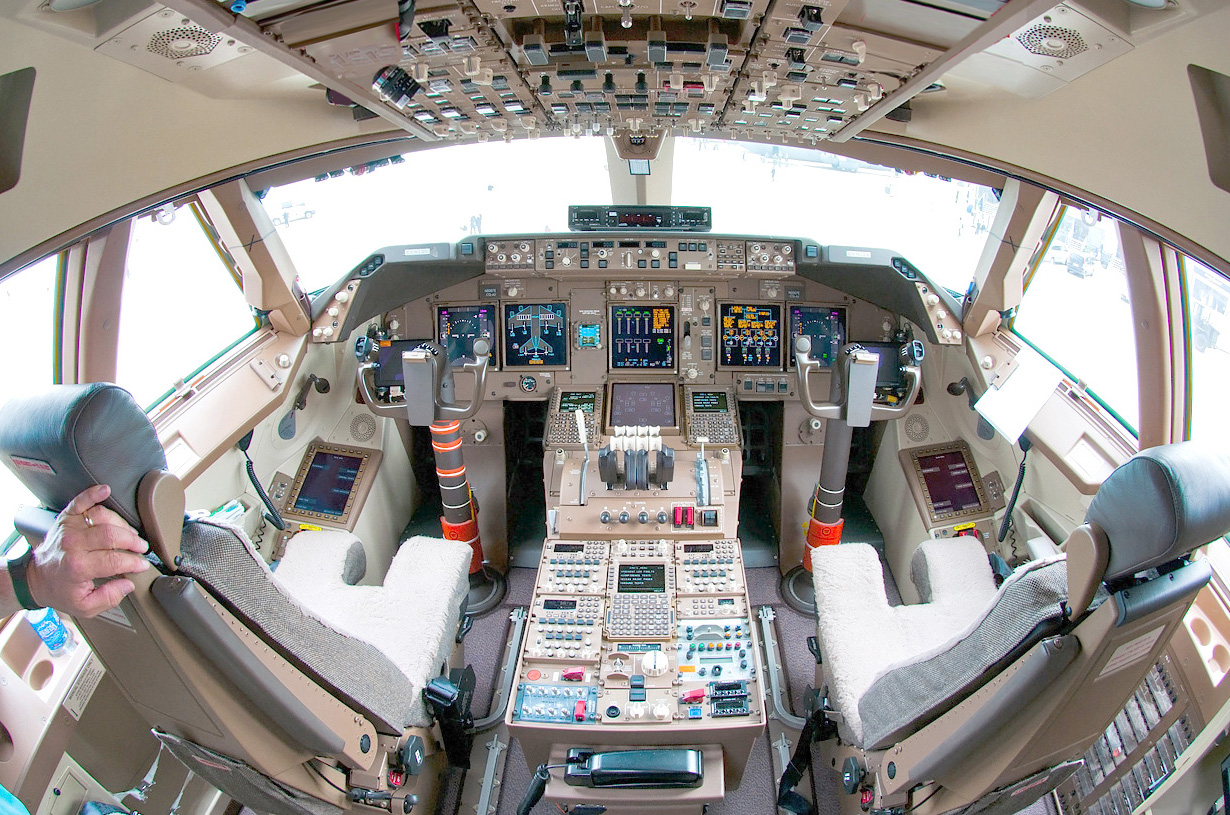
Buồng lái hiện đại của Boeing 747-8

Máy bay 747-8 có hai phiên bản chính: 747-8 Intercontinental (747-8I) cho hành khách và 747-8 Freighter (747-8F) cho vận tải hàng hóa. Chiếc 747-8F đầu tiên thực hiện chuyến bay đầu tiên của phiên bản này vào ngày 08 tháng 2 năm 2010.Thời gian giao hàng của chiếc máy bay chở hàng đầu tiên đã bị hoãn nhiều lần và đã được dự kiến bàn giao vào giữa năm 2011,việc giao hàng máy bay vận chuyển hành khách bắt đầu vào cuối năm 2011 hoặc đầu năm 2012. Trong tháng 12 năm 2010,đơn đặt hàng cho 747-8I đạt 107 chiếc,trong đó có 74 chiếc  của các phiên bản chở hàng, và 33 chiếc của các phiên bản chở khách.

## Thiết kế
747-8 là sự phát triển của Boeing 747 tận dụng những cải tiến về công nghệ và khí động học. Hai biến thể 747-8 có thân máy bay kéo dài 5,6m so với 747-400, nâng tổng chiều dài lên 76,25m. 747-8 là máy bay chở khách hiện đang hoạt động dài nhất thế giới, vượt qua Airbus A340-600 0,95 m. Với trọng lượng cất cánh tối đa là 975.000 lb (442 tấn), 747-8 là máy bay nặng nhất, khai thác thương mại hoặc quân sự.

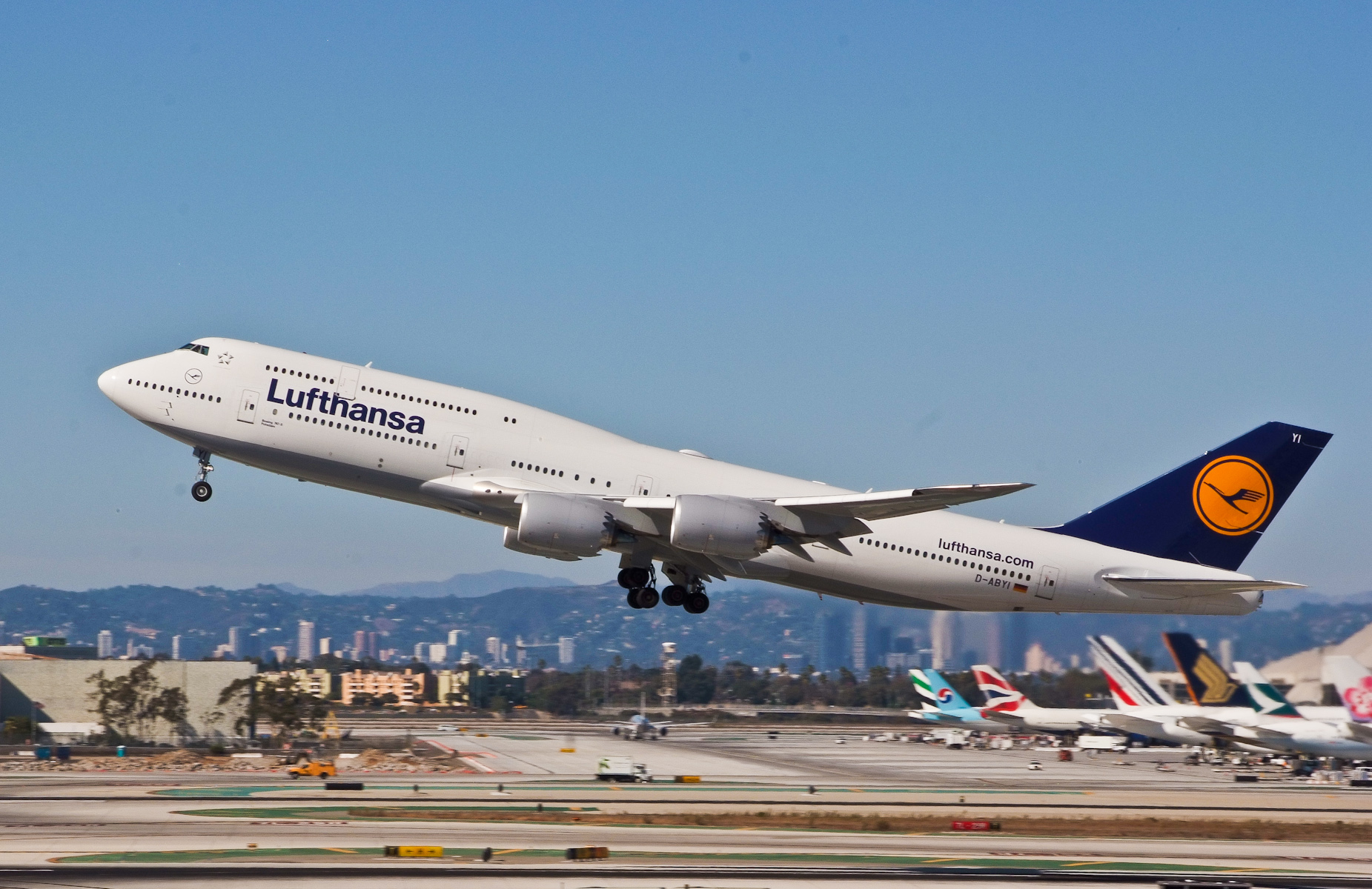
boeing 747-8 Lufthansa

So với 747-400, những thay đổi chính là ở cánh. Cơ cấu quét và cấu trúc cơ bản đã được giữ lại để giảm chi phí, nhưng cánh dày hơn và sâu hơn, với tính toán lại khí động học. Sự phân bố áp suất và mô men uốn là khác nhau, và cánh mới dành cho phiên bản chở khách chứa được 64.225 US gal (243 m3) nhiên liệu và máy bay chở hàng là 60.925 US gal (231 m3). Sải cánh tăng lên khiến 747-8 trở thành máy bay cỡ F chứ không phải cỡ E, tương tự như Airbus A380. Cánh mới có các cánh bên ngoài có rãnh đơn và cánh bên trong có rãnh kép.

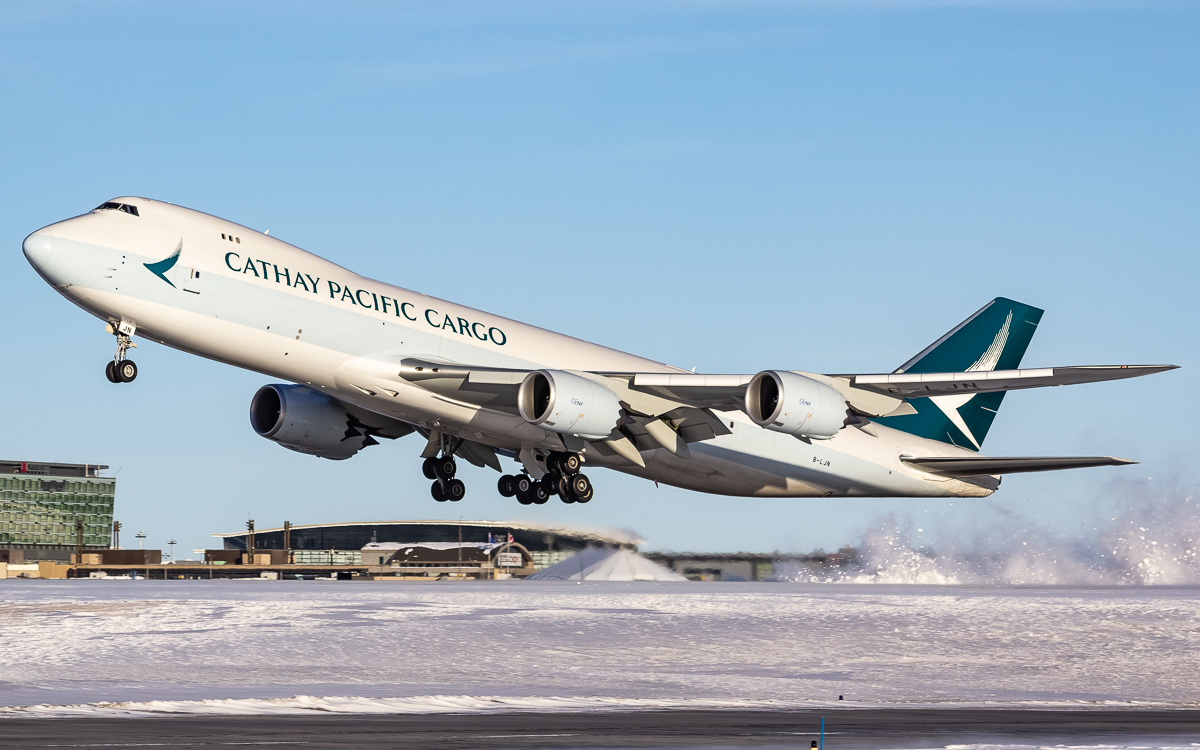
Boeing 747-8F - Cathay pacific

Đầu cánh bằng gỗ, tương tự như đầu cánh được sử dụng trên máy bay 777-200LR, 777-300ER và 787, được sử dụng trên biến thể 747-8 thay vì cánh nhỏ được sử dụng trên 747-400. Các cấu trúc đầu cánh này giúp giảm các xoáy đầu cánh ở các cạnh bên của cánh, giảm nhiễu động thức và lực cản,  do đó cải thiện hiệu quả sử dụng nhiên liệu. Một nỗ lực khác để giảm trọng lượng là sự ra đời của công nghệ fly-by-wire cho phần lớn các điều khiển bên.
Khả năng chứa thêm nhiên liệu trong cánh gió được thiết kế lại so với 747-400 giúp loại bỏ nhu cầu thay đổi đáng kể bộ phận đuôi ngang để chứa thùng phụ, giúp tiết kiệm chi phí hơn nữa. Phần đuôi thẳng đứng của 747-8 phần lớn không thay đổi với chiều cao 19,35 m. Mép và đầu cào của cánh được làm bằng vật liệu tổng hợp sợi carbon.
General Electric GEnx là động cơ duy nhất có sẵn cho 747-8. Biến thể động cơ 747 đã được điều chỉnh để cung cấp khí nén cho các hệ thống máy bay thông thường và có đường kính nhỏ hơn để phù hợp với cánh của 747.

## Biến thể

### 747-8 Intercontinental

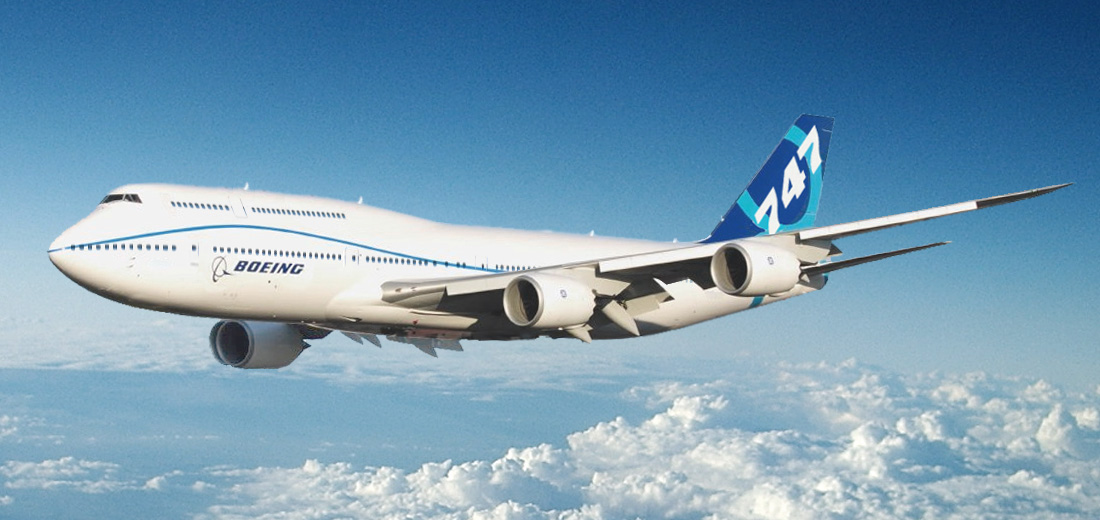
Boeing 747-8I

Phiên bản chở khách đặt tên là 747-8 Intercontinental hoặc 747-8I được chính thức ra mắt vào ngày 14/11/2005. Chở tới 467 hành khách trong cấu hình ba hạng ghế với tầm bay đạt 15.000 km với vận tốc Mach 0,855. 747-8 có thể chở thêm 51 hành khách và thêm hai pallet hàng hóa với khối lượng hàng hóa nhiều hơn 26% so với Boeing 747-400. Mặc dù có kế hoạch ban đầu về đoạn đường ngắn hơn so với mô hình chuyên chở hàng hóa, hai biến thể được thiết kế với cùng chiều dài, tăng sức chở hành khách. Công nghệ động cơ mới và các sửa đổi khí động học cho phép tầm hoạt động xa hơn. Boeing đã tuyên bố rằng so với Boeing 747-400, 747-8I sẽ yên tĩnh hơn 30%, tiết kiệm nhiên liệu hơn 16% và có chi phí dặm ngồi thấp hơn 13% với chi phí gần như bằng nhau cho mỗi chuyến bay. Boeing tuyên bố rằng 747-8I là máy bay phản lực thương mại nhanh nhất thế giới.
Đối với chiếc 747-8, Boeing đã đề xuất một số thay đổi về cách bố trí bên trong máy bay. Tầng trên được kéo dài hơn so với 747-400. Dễ nhận thấy nhất là cầu thang thiết kế dạng cong lên tầng trên và lối vào hành khách chính rộng rãi hơn. Cabin chính của 747-8 sử dụng nội thất tương tự như của Boeing 787. Các hộc để hành lí phía trên được làm cong thay vì tích hợp vào đường cong của trần như trên Boeing 777. Các cửa sổ cũng có kích thước tương tự như loại được sử dụng trên Boeing 777 nhưng lớn hơn 8% so với các cửa sổ trên Boeing 747-400 hiện tại. 747-8 có hệ thống chiếu sáng diode phát quang thể rắn (LED) mới, có thể tạo ra ánh sáng tạo cho hành khách sự thoải mái và dễ chịu.
Vào năm 2007, Boeing đã từ bỏ khái niệm SkyLoft để chuyển sang các tùy chọn lưu trữ phòng chứa trên boong, vốn được các hãng hàng không ưa chuộng. Trang bị thêm không gian sang trọng để nghỉ ngơi vẫn là một lựa chọn trên máy bay VIP và chiếc 747-8 BBJ đầu tiên của AeroLoft được sản xuất vào năm 2012.
Lufthansa là hãng đầu tiên của dòng 747-8 từ ngày 6/12/2006.
Việc lắp ráp chiếc 747-8 đầu tiên bắt đầu vào ngày 8/5/2010. Việc lắp ráp chiếc 747-8 đầu tiên được hoàn thành vào tháng 2/2011, trước khi được công bố tại một buổi lễ giới thiệu ở Everett, Washington vào ngày 13/2/2011. Vào thời điểm đó, việc giao hàng dự kiến bắt đầu vào cuối năm 2011.
Sau cuộc thử nghiệm dưới mặt đất, chuyến bay đầu tiên của 747-8l diễn ra vào ngày 20/3/2011 từ Paine Field ở Everett, Washington. Chiếc 747-8 thứ hai bay lần đầu vào tháng sau. Sau chương trình bay thử nghiệm, 747-8I đã được FAA chứng nhận vào ngày 14/12/2011. Vào thời điểm đó, việc giao hàng 747-8I đã được lên kế hoạch bắt đầu vào đầu năm 2012.
Trong quá trình thử nghiệm phát triển, hiện tượng rung đàn hồi khí đã được quan sát thấy trong một thử nghiệm đo lường hoạt động của máy bay nếu khớp nối từ cánh với thanh chống của nó bị lỗi đồng thời các thùng nhiên liệu trong bộ ổn định ngang đã được lấp đầy hơn 15% dung tích của chúng. Để đáp ứng các quy định của FAA, Boeing đã báo cáo vào tháng 1 năm 2012 rằng các thùng nhiên liệu của 747-8 trong bộ ổn định ngang sẽ được đóng lại để ngăn việc sử dụng chúng cho đến khi tình trạng rung lắc có thể được giải quyết; tầm hoạt động này giảm 550–930 km. Vào ngày 18 tháng 12 năm 2013, Boeing thông báo rằng một loạt các gói hiệu suất mới sẽ cho phép kích hoạt lại các thùng nhiên liệu ở đuôi vào đầu năm 2014. Những chiếc 747-8 trước đó cũng có thể được trang bị thêm chúng.

### 747-8 Freighter

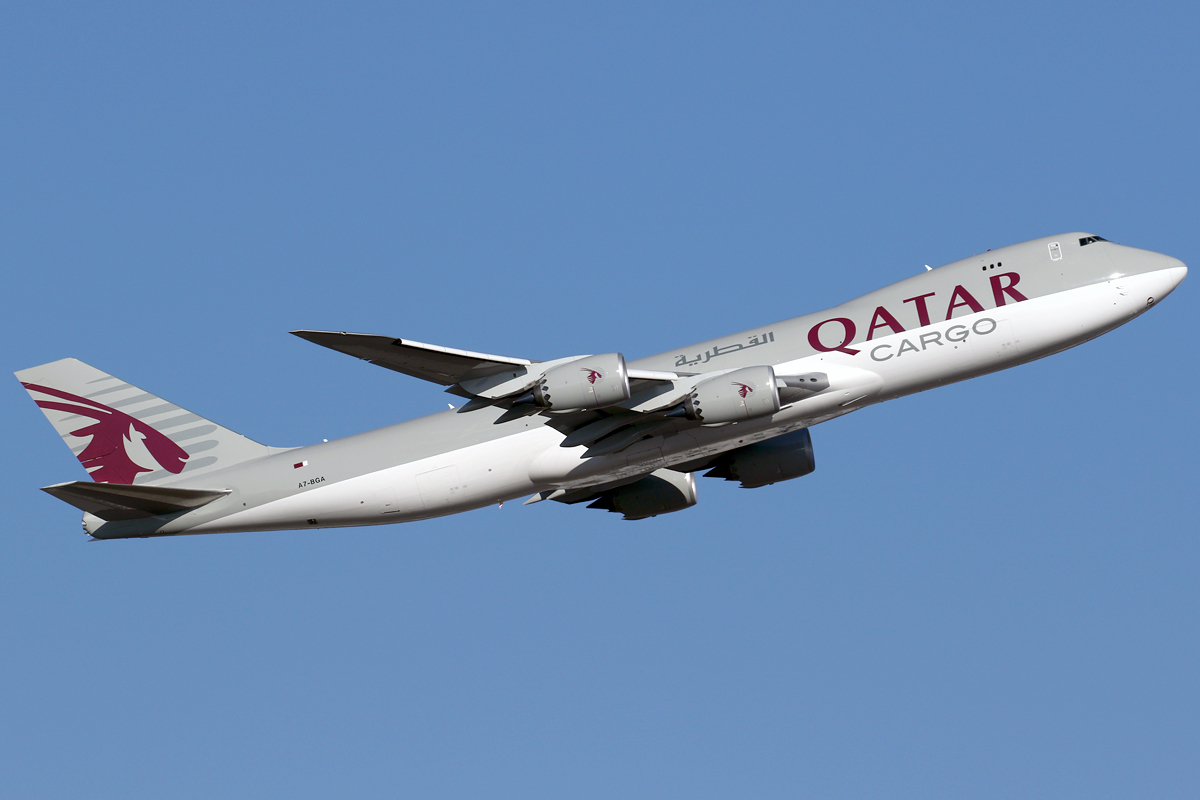
Boeing 747-8 - Qatar Airways Cargo

Các phiên bản 747-400 và các phiên bản trước đó đã được chứng minh là một chuyên cơ vận tải hàng hóa rất phổ biến, chuyên chở khoảng một nửa lượng hàng hóa vận chuyển bằng đường hàng không trên thế giới. Để duy trì vị trí này, Boeing đã thiết kế một biến thể chuyên chở hàng hóa của 747-8, được đặt tên là 747-8 Freighter hoặc 747-8F. Công ty ra mắt phiên bản chuyên chở hàng hóa vào ngày 14 tháng 11 năm 2005. 747-8F là mẫu máy bay đầu tiên được đưa vào sử dụng. Như trên 747-400F, tầng trên ngắn hơn so với các mẫu chở khách; khoảng cách 5,575 m nằm ngay trước và chỉ sau cánh. 747-8F được thiết kế với trọng lượng cất cánh tối đa 442 tấn với tải trọng 140 tấn và tầm bay 8.130 km. Bốn không gian pallet phụ được tạo ra trên khoang chính, với hai thùng hàng phụ và hai pallet phụ, hoặc ba pallet phụ, trên khoang dưới. 747-8F dự kiến sẽ có chi phí vận hành thấp hơn 16% so với 747-400F và cho phép tầm bay lớn hơn một chút.

## Thông số kỹ thuật

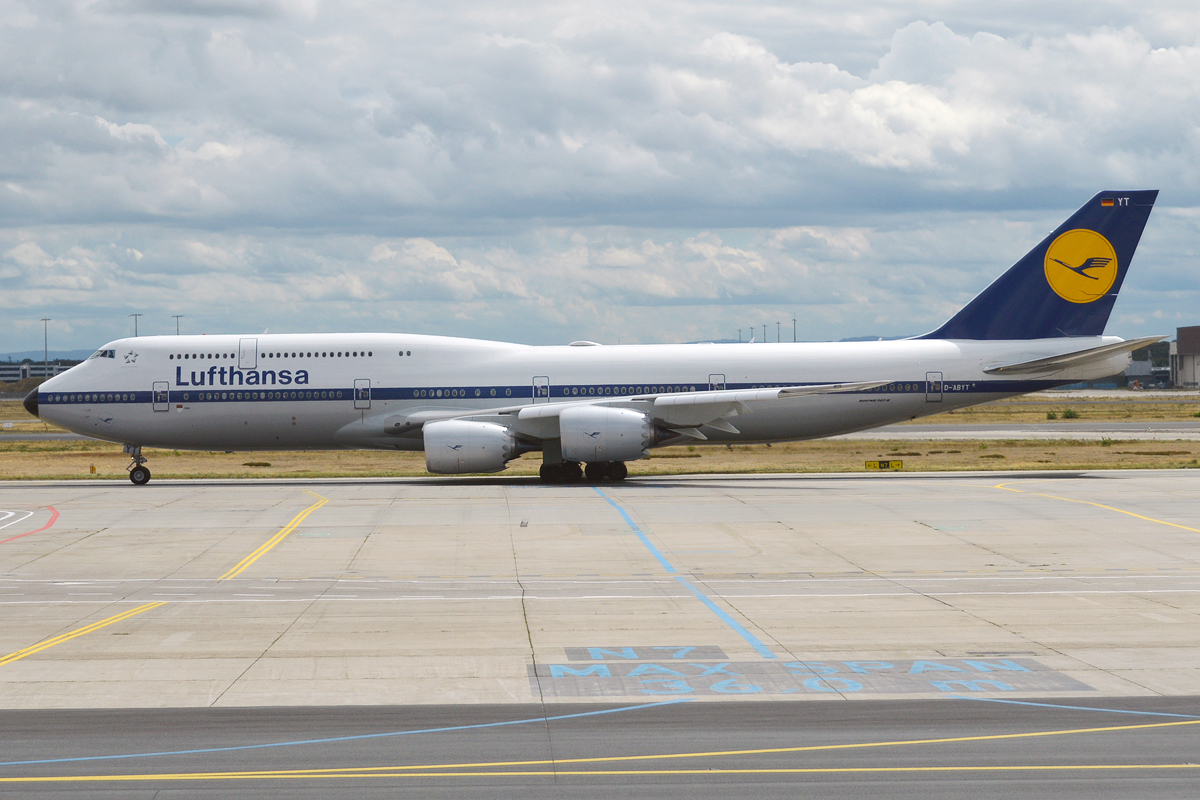
Boeing 747-8 mang màu sơn retro của Lufthansa

| Các thông số kĩ thuật           | 747-8                   | 747-8F                  |
| ------------------------------- | ----------------------- | ----------------------- |
| Phi công                        | 3                       | 3                       |
| Hành khách                      | 467 (3-Hạng)            | không có                |
| Chiều dài                       | 250 ft 8 in (76,4 m)    | 250 ft 8 in (76,4 m)    |
| Chiều dài cánh                  | 224 ft 7 in (68,5 m)    | 224 ft 7 in (68,5 m)    |
| Chiều cao                       | 64 ft 2 in (19,5 m)     | 64 ft 2 in (19,5 m)     |
| Chiều rộng cabin                | 20 ft (6,1 m)           | 20 ft (6,1 m)           |
| Trọng lượng rỗng                | 410.000 lb (185.972 kg) | chưa biết               |
| Trọng lượng nhiên liệu          | 610.000 lb (276.691 kg) | 702.000 lb (318.422 kg) |
| Trọng lượng tối đa khi cất cánh | 970.000 lb (439.985 kg) | 970.000 lb (439.985 kg) |
| Vận tốc                         | 0,855 Mach              | 0,845 Mach              |
| Tầm bay khi chở đầy             | 8.000 nm (14,815 km)    | 4.475 nm (8,275 km)     |
| Sức chứa hàng                   | 5.705 ft³ (161,5 m³)    | 30.177 ft³ (854,3 m³)   |
| Độ cao khi bay                  | 43.000 ft (13.100 m)    | 43.000 ft (13.100 m)    |
| 4× Động cơ                      | GEnx-2B67               | GEnx-2B67               |
| 4× Sức đẩy                      | 66.500 lbf (296 kN)     | 66.500 lbf (296 kN)     |